# 금속검출기
금속검출기(金屬檢出機)는 중량검사기와 비슷한 구조이나 무게를 측정하는 로드셀 대신에 금속이 혼입된 포장물이 자장(磁場)측정기를 통과할 때 미리 설정해 놓은 자장의 범위를 벗어난 포장물을 제거하는 장치이다.

## 발생
자장의 반응 특성이 다른 철(Fe)와 스테인리스 스틸(SUS)에 대해서도 적용할 수 있도록 장치를 개발해서 사용하고 있다. 예전에는 알루미늄 포일이나 알루미늄 증착필름을 사용한 포장 내부에 있는 금속 물질에는 반응할 수 없었으나, 최근에 알루미늄 포장 내의 금속 물질도 검출해 낼 수 있는 장치가 개발되어 활용된다.

## 사용법
미리 준비하여 비치하고 있는 금속시편을 이용하여 금속검출기의 검출 한계를 수시로 모니터링하고 그 결과를 일지에 기록해야 한다. 사용하는 금속시편은 금속검출기의 성능과 제품의 종류, 그리고 단위시간당 검출기를 통과하는 제품의 개수 등의 변수를 감안하여 사전에 테스트하고, 그 결과에 따라 정해진 작업 규정이나 매뉴얼에 정해진 크기의 것을 사용한다. 